# Dietrich I./III. (Kleve)
Dietrich I./III. (* um 1070; † vor 1120) ist zwischen 1092 und 1117 als Graf von Kleve belegt. Während er in der älteren Forschung als Dietrich III. (gelegentlich auch als Dietrich II.) bezeichnet wird, wird er in der jüngeren, auf Kraus basierenden Forschung als Dietrich I. gezählt.

## Leben
Dietrich wurde 1092 als comes Thiedericus de Cleve erwähnt. Er war damit der erste Graf, der sich ausdrücklich nach der für das Geschlecht namengebenden Burg Kleve benannte. Gelegentlich wurde er aber auch „Graf von Tomburg“ bezeichnet. 1094/95 fand er als Vogt des Klosters Brauweiler bei Köln Erwähnung, 1117 als Vogt des Stifts Zyfflich gemeinsam mit seinem Sohn und späteren Nachfolger Arnold. Da Arnold 1120 als Graf von Kleve belegt ist, muss Dietrich zu dieser Zeit bereits verstorben gewesen sein.